# Ваддингтон, Уильям Генри
Вильям Генри Ваддингтон (правильная транскрипция Вийан-Анри Вадденгтон — фр. William Henry Waddington; 11 декабря 1826, департамент Эр и Луар — 13 января 1894, Париж) — французский учёный, политик и государственный деятель, возглавлял кабинет министров Франции с 4 февраля по 29 декабря 1879 года.

## Биография
Родился в 1826 году в Сен-Реми-сюр-Авр в семье английских подданных. Его отец основал во Франции крупное предприятие по производству хлопка и получил французское гражданство
Окончил Тринити-колледж в Кембриджском университете, а затем вернулся во Францию и получил французское гражданство.
Финансовое положение позволило Вильяму посвятить себя своим излюбленным занятиям — изучению греческого языка, нумизматике, археологии и путешествиям, преимущественно на Восток.
В 1869 году Ваддингтон был удостоен звания академика.
В 1871 году Ваддингтон был избран от департамента Эны в члены Национального собрания. Здесь он принадлежал вначале к правому центру, вотировал за амнистию, потом занял место в левом центре и придерживался консервативно-республиканской политики Тьера, вручившего ему 18 мая 1873 года портфель министра народного просвещения. Этот пост Вильям занимал всего шесть дней, так как 24 мая Тьер сложил с себя звание президента республики.
В 1876 году Ваддингтон вновь был избран в сенаторы от департамента Эны.
14 декабря 1877 года назначен на должность министра иностранных дел в кабинете министров Жюль-Армана Дюфора. Являлся уполномоченным Франции на Берлинском конгрессе 1878 года.

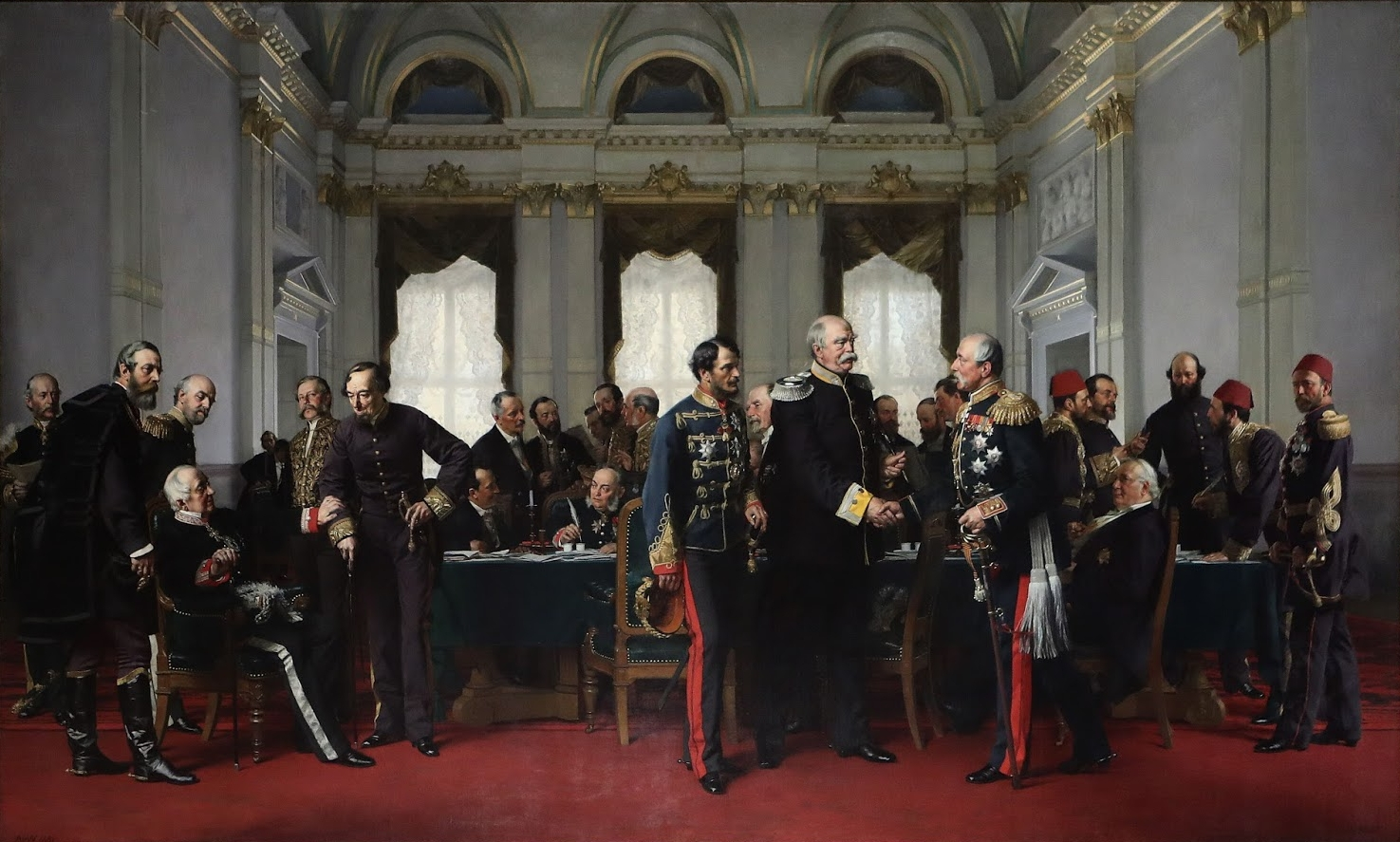
Ваддингтон на Берлинском конгрессе

После ухода Дюфора в отставку 4 февраля 1879 года назначен Председателем совета министров.
21 декабря 1879 года подал в отставку, вследствие разногласия с гамбеттистской партией в вопросах об увольнений чиновников и амнистии. Предложение о введении системы выборов по спискам подверглось в Сенате в 1881 году резкой критике Ваддингтона, усматривавшего в этой мере переход к «цезарской» республике.
В 1883 году был назначен французским послом при английском дворе и на Лондонской конференции того же года с большой настойчивостью защищал французские интересы в Египте.
Умер 13 января 1894 года в Париже.